# Megaduc

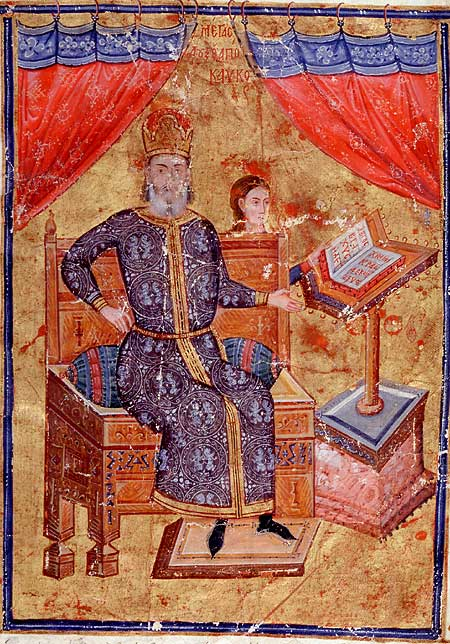
El megaduc de l'Imperi Romà d'Orient Aleix Apocauc (1341-1345)

El megaduc (Megas Doux, Μέγας Δουξ, en grec; megadux en llatí) fou el quart càrrec en importància després de l'emperador romà d'Orient dins de l'alta jerarquia politicomilitar de l'Imperi Romà d'Orient.
Inicialment, quan va ser creat per Aleix I Comnè vers el segle xi, el títol corresponia al comandant en cap de la flota de guerra, equivalent al d'almirall. Però durant el govern imperial de la dinastia Paleòloga, el megaduc es convertí en primer ministre de l'emperador romà d'Orient, passant per sobre de tota la burocràcia romana d'Orient. El darrer megaduc abans de l'ensorrament de l'Imperi Romà d'Orient va ser Lluc Notaràs (?-3 o 4 de juny de 1453).

## Els megaducs de la Companyia Catalana d'Orient
El 1303, l'emperador Andrònic II Paleòleg atorgà aquest títol a Roger de Flor, comandant de la Companyia Catalana d'Orient, com una de les condicions que pactaren per a contractar els serveis de la companyia mercenària d'almogàvers. El 1305, després d'haver investit a Roger de Flor amb el títol encara més poderós de Cèsar, el títol de megaduc fou per a Berenguer d'Entença. El 1307, a la mort de Berenguer d'Entença i de Montcada, Ferrando Eximénez d'Arenós fou nomenat nou megaduc de l'Imperi Romà d'Orient.